# Merlyn
Merlyn (Arthur King) también conocido como el Arquero Oscuro, es un supervillano ficticio que aparece en los cómics publicados por DC Comics. Es un asesino mortal y asesino a sueldo que sirve como archienemigo de Flecha Verde, aunque los escritores lo han desarrollado a lo largo de los años como adversario de otros superhéroes en el Universo DC, como Batman y Canario Negro.
En 2012, el personaje hizo su debut en vivo en la serie de televisión Arrow de The CW, interpretado por el actor John Barrowman bajo el nombre de Malcolm Merlyn.

## Historial de publicación
Su primera aparición fue en Justice League of America Nº94 (1971) y fue creado por Mike Friedrich y Dick Dillin. 

## Biografía ficticia
Años antes  de que Oliver Queen se convirtiera en Flecha Verde,  se inspiró para aprender el tiro con arco en el arquero Merlín el Mago. Una vez que Flecha Verde empezó a ser los dos se reunieron de nuevo y Merlyn desafió al héroe a un concurso público de tiro con arco y lo derrotó. Con esa victoria en su haber, Merlyn desapareció durante años, sólo para reaparecer como un miembro de la Liga de Asesinos. Merlyn y Flecha se enfrentaron de nuevo cuando Merlyn trató de cumplir un contrato para asesinar a Batman. Flecha Verde fue capaz de desviar una de las flechas de Merlyn con una flecha de su propio arsenal, salvando la vida de Batman. Merlyn admitió que Flecha Verde había mejorado desde su último encuentro, pero escapó antes de que pudiera ser capturado. Incapaz de volver a la Liga de Asesinos, se convirtió en un asesino independiente.
Merlyn apareció más tarde en Action Comics, como parte de la no oficial "Banda de la Injusticia" de la Abeja Reina que se opone a la JLA. Encontró trabajo con uno de los sindicatos del crimen de Metrópolis, Los 100, Merlyn luchó contra un Relámpago Negro debilitado, pero perdieron la batalla. Merlyn era aparentemente una parte de la Liga de Asesinos cuando la hija del asesino David Cain, Cassandra, nació. Merlyn parecería haber participado en una formación altamente abusivo del niño (junto con otros miembros de la Liga, como el Tigre de Bronce), sin saberlo, dándole las habilidades para convertirse en la futura Batgirl. Luego se desempeñó bajo Tobias Whale como miembro de los 100. Fue uno de los que vendieron su alma al demonio Neron durante los acontecimientos desatados en Underworld. Luego se unió a la Élite Asesina (junto con Deadshot, Bolt, Chiller, y la fecha límite). Todos trataron de realizar varios asesinatos, pero fueron detenidos por la Liga de la Justicia de América. El grupo más tarde se encontró con el Cuerpo de dobles. Merlyn y los otros fueron completamente derrotados.
El villano hizo su siguiente aparición en las páginas de Young Justice como un arquero de trabajo para el equipo olímpico nacional de Zandian. Era el instructor del joven arquero Zandian Turk (un metahumano mitad lobo). Turk y Merlyn intentaron sabotear los juegos a su favor, pero fue derrotado por el equipo de Young Justice. Merlyn sería el próximo en aparecer en las páginas de la crisis de identidad, y fue una de las principales voces de los villanos que durante miniserie. Se reconoce el Monóculo y Deadshot como sus aliados más cercanos, y predice correctamente que el asesinato de Sue Dibny tendría consecuencias nefastas en la comunidad villana. Cuando es capturado por la Liga de la Justicia, junto con Deadshot y Monóculo, Deadshot fue capaz de utilizar sus vínculos con el Escuadrón Suicida de Amanda Waller para asegurar su liberación (para frustración de los más nuevos Manhunter). El arquero malvado reapareció con Monóculo y Fobia en un intento de matar al Ladrón de Sombras en su juicio, y en el proceso los villanos se encontraron luchando contra Manhunter. Merlyn ya ha vuelto a aparecer en las páginas de Flecha Verde como parte de un ataque multifacético en contra de Green Arrow y su familia. Después, él parece estar bajo el empleo de Talia al Ghul como un tutor para su hijo Damian Wayne, a pesar de que más tarde confiesa que estaba aprendiendo más de Damian.

## Poderes y habilidades
Merlyn al igual que Oliver y Bruce, no posee habilidades sobrehumanas o dispositivos mágicos que le den poderes. Pero al igual que ellos, es un hombre de negocios siendo uno de los empresarios y millonarios más importantes de Star City con mucha influencia dentro de la ciudad y partes en el mundo, logrando tener contactos con gente no solo de la política sino también del bajo mundo. Debido a que paso un tiempo entrenando bajo la organización terrorista Liga de Asesinos, logró aprender de los principios básicos y habilidades extraordinarias siendo apodado en la organización como Merlyn el mágico. Su habilidad principal fue el uso del arco, las armas de larga distancia como el francotirador y experto en las armas blancas como la espada y cuchillos.
Está considerado como uno de los mejores personajes del mundo de DC en la precisión y puntería, estando a la par de Green Arrow, Capitán Bumerang, Deadshot, Deathstroke y Conde Vértigo. Dentro de la habilidad del arco es junto a Oliver, los considerados mejores de su campo, incluso ha logrado superar por momentos a Olivier en esta disciplina. Es experto en las flechas con explosivos, siendo la variante de flecha más usada en el. También tiene una gran preparación como francotirador, logrando ser uno de los más peligrosos en esta rama. Es considerado un maestro en la esgrima, siendo un espadachín muy efectivo y eficiente con los cuchillos, logrando tener una gran precisión y puntería al arrojarlos. Debido a su entrenamiento con la Liga de Asesinos, Merlyn aprendió los principios de las artes ninjas, logrado ser un maestro en el escapismo, espionaje, sabotaje, además de habilidades como el rastreo, estando a la par de Oliver y un gran estratega sobre todo en las Guerra de guerrillas. Ha entrenado su cuerpo tanto en mente y físico llegando al límite humano, logrando tener un gran resistencia al dolor y grandes habilidades de combate cuerpo a cuerpo logrando incluso derrotar en varias ocasiones a Oliver. También posee una agilidad y flexibilidad a niveles olímpicos.
Debido a que posee los recursos financieros ha optado por desarrollar sus propios dispositivos como arcos, flechas y un traje especializado, que le ayuda en combate, siendo también resistente a balas comunes, dándole mayor ventaja en los combates. Merlyn también es un genio analítico y un gran manipulador teniendo gran habilidad para la persuasión.

## En otros medios

### Televisión
- Merlyn hace apariciones sin hablar en Liga de la Justicia Ilimitada como miembro de la Sociedad Secreta de Gorilla Grodd. Antes y durante los episodios "¡Vivo!" y "Destroyer", Lex Luthor toma el mando de la Sociedad, pero Grodd organiza un motín. Evil Star se pone del lado de este último antes de ser presuntamente asesinado por Darkseid resucitado fuera de la pantalla junto con la mayoría de la Sociedad.
- Una adaptación de El Arquero Oscuro conocido como Vordigan aparece en la serie de acción en vivo Smallville, retratado por Steve Bacic. Después de que Oliver Queen dejó la Hermandad de Sion, Vordigan se fue a encontrar a su protegido para cumplir su papel de "maestro arquero". En el episodio "Discípulo", le disparó a Lois Lane con la flecha por el hombro y luego atacó a Chloe Sullivan en la Watchtower. El Arquero Oscuro luego buscó a Mia Dearden y secuestró mientras colocaba a la niña en un laberinto de Hermandad de Sion. Le dijo a Oliver que tenía que cumplir su papel al suceder a su maestro. Vordigan fue tras Mia después de que Oliver se negó a matarlo. Después de encontrar a Mia, disparó tres flechas a la niña. Oliver los vio y saltó frente a Mia. Justo cuando las flechas se acercaron, Clark corrió frente a Oliver y lo salvó. Mientras Clark estaba frente a él, Oliver le disparó una flecha a Vordigan, golpeándolo en el mismo lugar donde golpeó a Lois. Sin embargo, Oliver no mató a Vordigan, solo lo detuvo y salvó a Mia. Más tarde, hablando con Mia, Oliver dice que Vordigan está en prisión, y está preocupado por el día en que será liberado, viejo y aún ansioso por ser asesinado por Oliver. En el episodio "Profecía", Vordigan es ahora miembro de la siniestra liga de villanos de Toyman conocida como Marionette Ventures. En su reunión, a cada miembro se le asignó un objetivo de la Liga de la Justicia. El objetivo de Vordigan no era otro que Flecha Verde.

#### Arrowverso
Malcolm Merlyn / Arquero Oscuro aparece en el set de medios en Arrowverso, interpretado por John Barrowman.
- El personaje se presenta en Arrow como el rico director ejecutivo de Merlyn Global Group. Impulsado por el asesinato de su esposa en Glades, el área infestada de crimen de Starling City. Malcolm dejó a su hijo Tommy Merlyn y se formó con la Liga de Asesinos en Nanda Parbat, donde tomó el nombre de The Magician (Árabe: الساحر Al Sa-Her). Después de varios años, Malcolm regresó a Starling City para tramar un "compromiso" que destruiría los Glades con un dispositivo generador de terremotos. Cuando Robert Queen trató de extraditarse a sí mismo del plan, Malcolm organizó el bombardeo del yate de Robert, abandonando a Oliver en la isla de Lian Yu. En la primera temporada, Oliver regresa a Starling City cinco años después como un justiciero encapuchado y comienza a interferir en los planes de Malcolm. Aunque Malcolm aparentemente es asesinado por Oliver en el final, su máquina todavía nivela los Glades y mata a cientos, incluido Tommy. En la segunda temporada, se revela que Malcolm fingió su muerte y regresa consciente de que es el padre de Thea Queen (la media hermana técnica de Oliver). Convence a Thea para que se vaya con él después de la muerte de Moira Queen en las manos de Deathstroke y le ofrece entrenamiento para convertirse en una luchadora experta en artes marciales. En la tercera temporada, la Liga de Asesinos persigue a Malcolm por descifrar su código con su empresa. Él convierte a Thea en un objetivo al lavarle el cerebro con una droga que la lleva a asesinar a Sara Lance, lo que obliga a Oliver a matar a Ra's al Ghul para salvar a su hermana. Con el entrenamiento de Malcolm, Oliver logra matar a Ra's y (según su trato) le entrega el liderazgo de la Liga de Asesinos a Malcolm como el próximo Ra's al Ghul. En la cuarta temporada, Merlyn resucita a Sara con el Pozo de Lázaro para apaciguar a Thea y Laurel Lance. Más tarde, Nyssa al Ghul lidera una facción rebelde de la Liga de Asesinos contra Malcolm. Malcolm elige mantener el poder en lugar de entregar el liderazgo a Nyssa a cambio de una cura para salvar la vida de Thea (del deterioro de la exposición al Pozo de Lázaro y la sed de sangre). Oliver termina la guerra civil cortando la mano izquierda de Malcolm (con el anillo de la cabeza del demonio) en un duelo, y Nyssa posteriormente disuelve la organización. Adoptando una prótesis de mano cibernética, Malcolm se une a la organización H.I.V.E. de Damien Darhk. Cuando Lonnie Machin se infiltra en las instalaciones subterráneas de H.I.V.E. y provoca el caos, Merlyn evacua a muchas personas y ayuda a regañadientes al Equipo Arrow. Cuando Darhk planea destruir el mundo y Star City con misiles nucleares, Merlyn cambia de bando y ayuda al Equipo Arrow. Al final de la quinta temporada, Merlyn se alía nuevamente con el Team Arrow cuando Simon Morrison secuestra a Thea para obligar a Oliver a enfrentarlo en Lian Yu. En el final de la quinta temporada, Merlyn sacrifica su vida por Thea, ya que tomó el lugar de Thea en una mina terrestre. La mina detona (fuera de pantalla) para matar a Digger Harkness y algunos asesinos en Lian Yu. La sexta temporada revela que después de la disolución de la Liga de Asesinos, varios leales continúan sirviendo a Merlyn como parte de su Gremio de Thanatos; buscan tres pozos de Lázaro escondidos.
- Malcolm Merlyn también aparece en The Flash y Supergirl. En el crossover de dos partes "Heroes Join Forces", ofrece a Barry Allen y Oliver información sobre el inmortal Vándalo Salvaje. Después de que matan a Salvaje, roba en secreto las cenizas del inmortal. En el crossover "Duet", Music Meister atrapa a Kara Danvers y Barry en un mundo de sueños musicales donde Merlyn es el gángster Cutter Moran que tiene una pelea con la contraparte de Joe West, Digsy Foss.
- Malcolm Merlyn aparece en la segunda temporada de Legends of Tomorrow. Eobard Thawne lo recluta en un grupo de supervillanos (llamado Legion Of Doom) junto con versiones anteriores de Damien Darhk y Leonard Snart. El grupo busca la Lanza del destino para reescribir la realidad y cambiar sus respectivos destinos, solo para ser derrotados por las Leyendas después de que se destruye la Lanza del destino.
- Malcolm Merlyn aparece en el crossover "Elseworlds" de 2018. Aparece como una alucinación cuando Oliver y Barry están expuestos a un contenedor de gas del miedo de Jonathan Crane/Scarecrow durante una pelea con Nora Fries. Cuando John Deegan vuelve a escribir en el Libro del destino, Merlyn aparece como oficial de policía del Departamento de Policía de Central City junto a Ricardo Díaz y Kane Wolfman, intentando detener a los Gemelos Trigger solo para que Oliver luche contra los tres "oficiales de policía".

### Cine
- Merlyn (acreditado como Merlyn el Magnífico) aparece en DC Showcase: Green Arrow, con la voz de Malcolm McDowell. Es contratado por el conde Werner Vertigo para asesinar a su sobrina, la princesa Perdita, en un aeropuerto, solo para ser derrotado por Flecha Verde.
- Merlyn está incluido en el guion de Green Arrow: Escape from Super Max como uno de los convictos que está encarcelado con Green Arrow.

### Videojuegos
Merlyn aparece en las misiones de S.T.A.R. Labs de Flecha Verde en Injustice: Dioses entre nosotros.

#### Lego
- Malcolm Merlyn, del programa de televisión Arrow, aparece en Lego Batman 3: Beyond Gotham como parte del DLC "Arrow" .
- Se alude a Malcolm Merlyn del programa de televisión Arrow en Lego Dimensions. Flecha Verde menciona que el Capitán Jack Harkness de Doctor Who parece familiar (un guiño al hecho de que ambos personajes son interpretados por John Barrowman).
- Malcolm Merlyn aparece como un personaje principal en Lego DC Super-Villains, con John Barrowman regresando al papel.

### Mercancía
- DC Collectibles ha lanzado dos figuras de acción de Merlyn de 6,75 pulgadas en su línea de programas de televisión Arrow. En marzo de 2015, se lanzó una figura de Arquero Oscuro. Una versión ligeramente remodelada y repintada de esta figura con una nueva cabeza esculpida sin máscara, basada en la tercera temporada de la serie, se lanzó más tarde en junio de 2016, esta vez etiquetada como "Malcolm Merlyn".
- Funko ha lanzado un pop exclusivo SDCC 2016! Figura de vinilo de Malcolm Merlyn en su línea de series de televisión Arrow.
- Se ha lanzado un vinilo coleccionable exclusivo de GameStop de Malcolm Merlyn en la serie de televisión Arrow de Dorbz.